# Hilário Joaquim de Andrade
Hilário Joaquim de Andrade, primeiro e único barão do Piabanha (Paraíba do Sul, 13 de janeiro de 1796 - Comendador Levy Gasparian, 17 de abril de 1865), foi um proprietário rural e político brasileiro.
Filho legítimo do capitão-mor Cristovão Rodrigues de Andrade, natural da freguesia de Cota, Viseu, Portugal, e de sua mulher Ana Esméria de Pontes França, natural de Paty do Alferes, Rio de Janeiro, Brasil.
Foi casado com Matilda Rosa da Veiga, natural do Rio de Janeiro, logrando vasta descendência.
Foi dono da vasta Fazenda da Serraria, com mais de mil alqueires, descrita com admiração por vários viajantes estrangeiros do século XIX, como o inglês Mansfield.
Foi capitão de milícias; coronel da imperial guarda de honra do imperador Dom Pedro I.
Foi vereador e seguidas vezes presidente da câmara municipal de Paraíba do Sul, Rio de Janeiro. Dirigiu as obras da igreja matriz daquela cidade, bem como de outras importantes obras de saneamento básico e transportes públicos. Filantropo, por ocasião da grande epidemia de cólera de 1855, fez doações para construção de dois hospitais  para o atendimento à população pobre do município.
Foi dignitário da Imperial Ordem da Rosa e comendador da Imperial Ordem de Cristo.
Faleceu na sua Fazenda da Serraria, situada no município de Comendador Levy Gasparian, Rio de Janeiro.